# General La Madrid (partido)
Pour les articles homonymes, voir General Lamadrid.
General La Madrid est un partido argentin situé dans la province de Buenos Aires dont le chef-lieu est General La Madrid.

## Démographie
En juin 2007, la population était estimée à 11 288 habitants.
- Population en 1991 : 10,641 habitants (Indec)
- Population en 2001 : 10 984 habitants (Indec)
- Population en 2011 : 10 783 habitants (Indec)

## Toponymie
Le nom du partido est un hommage au général Gregorio Aráoz de Lamadrid, un éminent militaire argentin qui a participé aux luttes pour l'indépendance. Il a combattu aux côtés du général José de San Martín et de Manuel Belgrano.

## Histoire
En 1883, la gare de La Gama de la Ferrocarril Del Sud, dont les rails seront prolongés jusqu'à Bahía Blanca, est inaugurée en mai 1884. En juin 1889 : sur un terrain appartenant à Casimiro Laplacette, dans le partido de Coronel Suárez, avec un centre agricole, il est mesuré et tracé par le géomètre Enrique Roux. Ainsi, la ville a été délimitée à côté de la gare, avec la réservation de lots donnés à l'État par Laplacette, pour construire les bâtiments publics. La même année, Laplacette vend le terrain à Silverio Lopez Osornio, qui commence à tracer et à délimiter le village et le fonde le 14 février 1890.
Le 14 février 1890, le partido est créé par une loi, et comprend des terres provenant des partidos de Coronel Suárez, Laprida et Olavarría.
En mars 1890, la province nomme un juge de paix et un juge de paix suppléant.

## Politique
| Nom                               | Mandat      | Fonction    |
| --------------------------------- | ----------- | ----------- |
| C.S. Alducín                      | 1902        | Intendant   |
| Pedro L. Palacios                 | 1904—1905   | Commissaire |
| Manuel Ortega                     | 1905—1906   | Intendant   |
| Ramón Balón                       | 1907—1908   | Intendant   |
| Juan A. Aguerre                   | 1908        | Intendant   |
| Ángel Oyuela                      | 1908—1910   | Commissaire |
| Diego Saborido                    | 1910        | Commissaire |
| Andrés Villanueva                 | 1910—1912   | Commissaire |
| A.R. Navarro                      | 1912        | Commissaire |
| F. de la Serna                    | 1912—1913   | Intendant   |
| A. Sánchez Viamonte               | 1913—1915   | Commissaire |
| Medrad Villafañe                  | 1915        | Commissaire |
| Saturnino Salcedo                 | 1916—1917   | Intendant   |
| Marcelino Bernadou                | 1917—1918   | Commissaire |
| Pedro Jouandon                    | 1918—1919   | Intendant   |
| Juan B. Medina                    | 1920—1921   | Intendant   |
| Juan Irurzun                      | 1922—1925   | Intendant   |
| Florentino Alberdi                | 1926—1927   | Intendant   |
| Isidoro Ramayo                    | 1928—1930   | Intendant   |
| Domingo Iturregui                 | 1930—1932   | Commissaire |
| Pedro Irigoin                     | 1932—1933   | Intendant   |
| Juan J. Hernández                 | 1934—1935   | Intendant   |
| Antonio Letieri                   | 1936—1940   | Intendant   |
| Pedro J. Urruti                   | 1940—1941   | Commissaire |
| José María Imaz                   | 1941        | Commissaire |
| Saturnino Salcedo                 | 1941—1943   | Commissaire |
| Adolfo Pacheco                    | 1943        | Commissaire |
| Benjamin Alurralde                | 1944        | Commissaire |
| Antonio Nicoletti                 | 1945        | Commissaire |
| Roberto Cradenas                  | 1945        | Commissaire |
| Mario Ferron Ocampo               | 1946—1947   | Commissaire |
| Oscar J. Ballesteros              | 1948        | Commissaire |
| Oscar J. Ballesteros              | 1948—1955   | Intendant   |
| Alfredo Pugliese                  | 1955        | Intendant   |
| Nestor Lago                       | 1955—1957   | Commissaire |
| P. Alfredo Crego                  | 1957—1958   | Commissaire |
| E. Iparaguirre                    | 1958—1963   | Intendant   |
| Juan Carlos Casemayor             | 1963—1966   | Intendant   |
| Alcides Muchelini                 | 1966        | Commissaire |
| Jose Luis Todaro                  | 1966—1973   | Intendant   |
| Cesar Lorenzo Mariezcurrena       | 1973—1976   | Intendant   |
| Jorge Santamaria                  | 1976        | Commissaire |
| Miguel Ángel Olivero              | 1976—1981   | Commissaire |
| Roberto Ruiz de Erenchun          | 1981—1983   | Commissaire |
| Hector Domingo Mackeprang         | 1983        | Commissaire |
| Omar Bernardo Mariezcurrena (UCR) | 1983—1987   | Intendant   |
| Orlando Arroquy (UCR)             | 1987—1991   | Intendant   |
| Juan Carlos Pellitta (PJ)         | 1991—2003   | Intendant   |
| Carlos Alfredo Valicenti (UCR)    | 2003—2007   | Intendant   |
| Juan Carlos Pellitta (PJ)         | 2007—2015   | Intendant   |
| Martín Randazzo (UCR)             | depuis 2015 | Intendant   |

## Éducation
Données pour l'année 2011 : 
- Établissements : 41
- Cantines : 33
- Effectifs : 4 444
- Enseignants : 465
- Fonds d'entretien : 171 545